# Věra Strelcová-Wasserbauerová
Věra Strelcová-Wasserbauerová (11. února 1906 Brno – 17. července 1981 Brno) byla česká operní pěvkyně, hudební pedagožka a překladatelka.

## Životopis
Její rodiče byli Vladimír Zach a Augusta Zachová, rozená Wapinská. Prvním manželem Věry Strelcové-Wasserbauerové byl Ján Strelec (rozvedla se v roce 1938), druhým byl od roku 1942 divadelní režisér Miloš Wasserbauer. V roce 1950 přijala své předchozí příjmení Strelcová.
Věra Strelcová-Wasserbauerová v Bratislavě vystudovala gymnázium (1925), Filozofickou fakultu University Komenského – obor Hudební věda (1929), Hudebně dramatickou akademii – obor Operní a koncertní zpěv (1929), soukromé studium zpěvu u profesora J. Egema. Ve Vídni studovala zpěv u H. Geyrové, v Brně u Marie Fleischerové a Filozofickou fakultu Masarykovy univerzity – obor Hudební věda (1950).
Zpěvu se věnovala jako sólistka v Brně v Zemském divadle (1933–1947) a v Českém lidovém divadle (1943–1944), v Ostravě v opeře (1944–1946) a pohostinsky v Bratislavě. Věnovala se i koncertnímu zpěvu.
Operní zpěv vyučovala v Hudební dramatické akademii v Bratislavě (1929–1933) a na Konzervatoři v Brně (1945–1951). Od roku 1950 jako docentka na Janáčkově akademii múzických umění (JAMU) vyučovala teorii opery, od roku 1952 i zpěv. V letech 1960–1964 byla vedoucí katedry zpěvu a operní režie a v letech 1958–1968 jako dramaturgyně Operního studia JAMU.
Za druhé světové války byla totálně nasazena v muniční továrně v Tišnově. Věnovala se také překladům z italštiny, němčiny, francouzštiny a ruštiny. V Bratislavě bydlela na adrese Jiráskovo nábrežie 4, v Brně na Tivoli 1.

## Dílo

### Operní role (výběr)
1. Micaela (Georges Bizet: Carmen)
2. Zerbinetta (Richard Strauss: Ariadna na Naxu, 1931)
3. Mařenka (Bedřich Smetana: Prodaná nevěsta)
4. Esmeralda (B. Smetana: Prodaná nevěsta)
5. Blaženka (B. Smetana: Tajemství)
6. Ludiše (B. Smetana: Braniboři v Čechách)
7. Jitka (B. Smetana: Dalibor)
8. Katuška (B. Smetana: Čertova stěna)
9. Anežka (Otakar Ostrčil: Poupě, 1937)
10. Bystrouška (Leoš Janáček: Příhody lišky Bystroušky, 1939)
11. Pamina (Wolfgang Amadeus Mozart: Kouzelná flétna,1939)
12. Terinka (Antonín Dvořák: Jakobín, 1941)
13. Jenůfka (L. Janáček: Její pastorkyňa)
14. Kristýnka (L. Janáček: Věc Makropulos)
15. Aljeja (L. Janáček: Z mrtvého domu)

Slovenské národní divadlo: role 1–2
Zemské divadlo v Brně: role 3–15

### Překlady
1. oratorium Il ritorno di Tobia [Návrat Tobiase] – Joseph Haydn
2. opera buffa La serva Padrona [Služka paní] – Giovanni Battista Pergolesi, 1940
3. opera Čertovo manželství – Ottorino Respighi, 1939
4. opera Soročinský jarmark – Modest Petrovič Musorgskij, 1940
5. opera Trojané – Hector Berlioz, 1940
6. opera Ernani – Giuseppe Verdi
7. opera Tristan a Isolda – Richard Wagner
8. písně – M. P. Musorgskij
9. písně – Igor Stravinskij
10. písně – Karol Szymanowski

Překlady 1–2
Překlady 2–10

### Ocenění
- Čestné uznání za významný podíl na budování naší socialistické vlasti a na rozvoji města Brna (1965) [nebylo státní]
- Vyznamenání Za vynikající práci (1966)